# Enicospilus cohacarus
Enicospilus cohacarus là một loài tò vò trong họ Ichneumonidae.